# プラソロフ点
ユークリッド幾何学において、プラソロフ点（プラソロフてん、英: Prasolov point）は、三角形の中心の一つである。クラーク・キンバーリングの「Encyclopedia of Triangle Centers」ではX(68)として登録されている。名称はロシアの数学者、ヴィクトル・ヴァシーリエヴィッチ・プラソロフが著書「Задачи по планиметрии」（面積測定の問題）で証明したことに由来する。

## 定義

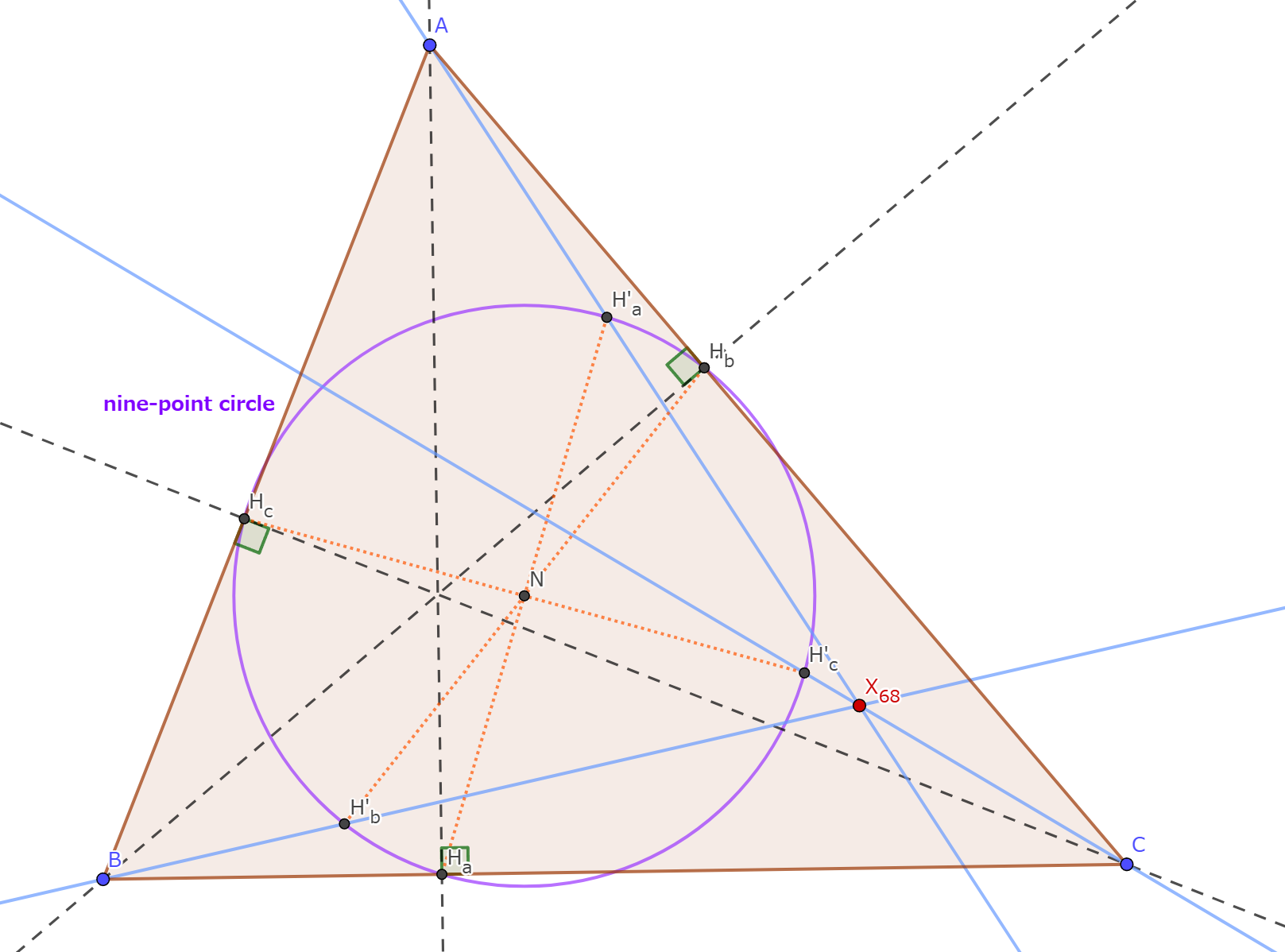
第二オイラー三角形△H'_{a}H'_{b}H'_{c}:垂足三角形を九点円の中心で鏡映した三角形、プラソロフ点:元の三角形と第二オイラー三角形の配景の中心

△ABCについて、九点円の中心をN、垂足三角形を△HaHbHcとする。また、Ha,Hb,HcをそれぞれNで鏡映した点をH'a,H'b,H'cとする。△ABCと△H'aH'bH'c（第二オイラー三角形,2nd Euler triangle）の配景の中心、つまりAH'a,BH'b,CH'cの交点をプラソロフ点という。

## 性質
- Ha,Hb,Hcを中心とし、それぞれA,B,Cを通る円の根心はプラソロフ点である[1]。
- △DEFを外心の擬調和三角形、D,E,FをそれぞれBC,CA,ABで鏡映した点をD',E',F'とする。△ABCと△D'E'F' （外心フールマン三角形）の配景の中心はプラソロフ点である。
- 九点円の中心、類似重心と共線である。
- 垂足三角形の垂足三角形と元の三角形の配景の中心X(24)の等角共役点である。X(24)はオイラー線上にある。
- ジェラベク双曲線上にある[6]。
- プラソロフ点の重心座標は以下の式で表される。

{\displaystyle \tan 2A:\tan 2B:\tan 2C}